# ノール262
　ノール262
ノール262（1981年）
- 用途：旅客機
- 分類：ターボプロップ旅客機
- 製造者：ノール・アビアシオン
- 運用者** アレゲニー航空
  - 日本国内航空
  - フランス空軍
  - フランス海軍ほか
- 初飛行：1962年12月24日
- 生産数：　110機
- 運用開始：1964年
- 運用状況：運用中

ノール 262 （Nord-Aviation Nord 262 ）とはフランスの航空機メーカーであったノール・アビアシオン（現在のアエロスパシエル社の前身のひとつ）が開発した双発ターボプロップ旅客機である。

## 概要
マックス・オストル社が開発したものの量産されなかったレシプロ旅客機のMH250シュペール・ブールザーをベースにしてターボプロップ化と与圧システムを取り入れた20席クラスとしてMH260が開発され1960年7月に初飛行した。しかし、開発の遅れのために航空会社からの発注が取り消され計画が挫折した。そのため、MH260の開発をフランス政府が保障してノール・アビアシオンに移管して完成したものの、航空会社からの発注が無かったため、胴体を角型から円形にするなど再設計して大型化とエンジン強化を図って造られたのがノール262である。初号機は1962年12月24日に初飛行した。
機体の特徴として車輪まわりが頑丈につくられていたことで、胴体とは別のカバーに覆われていた形状であったことである。
2011年現在も3機が運用されている。

## 主なユーザー
- エールアンテール
- アレゲニー航空
- 日本国内航空

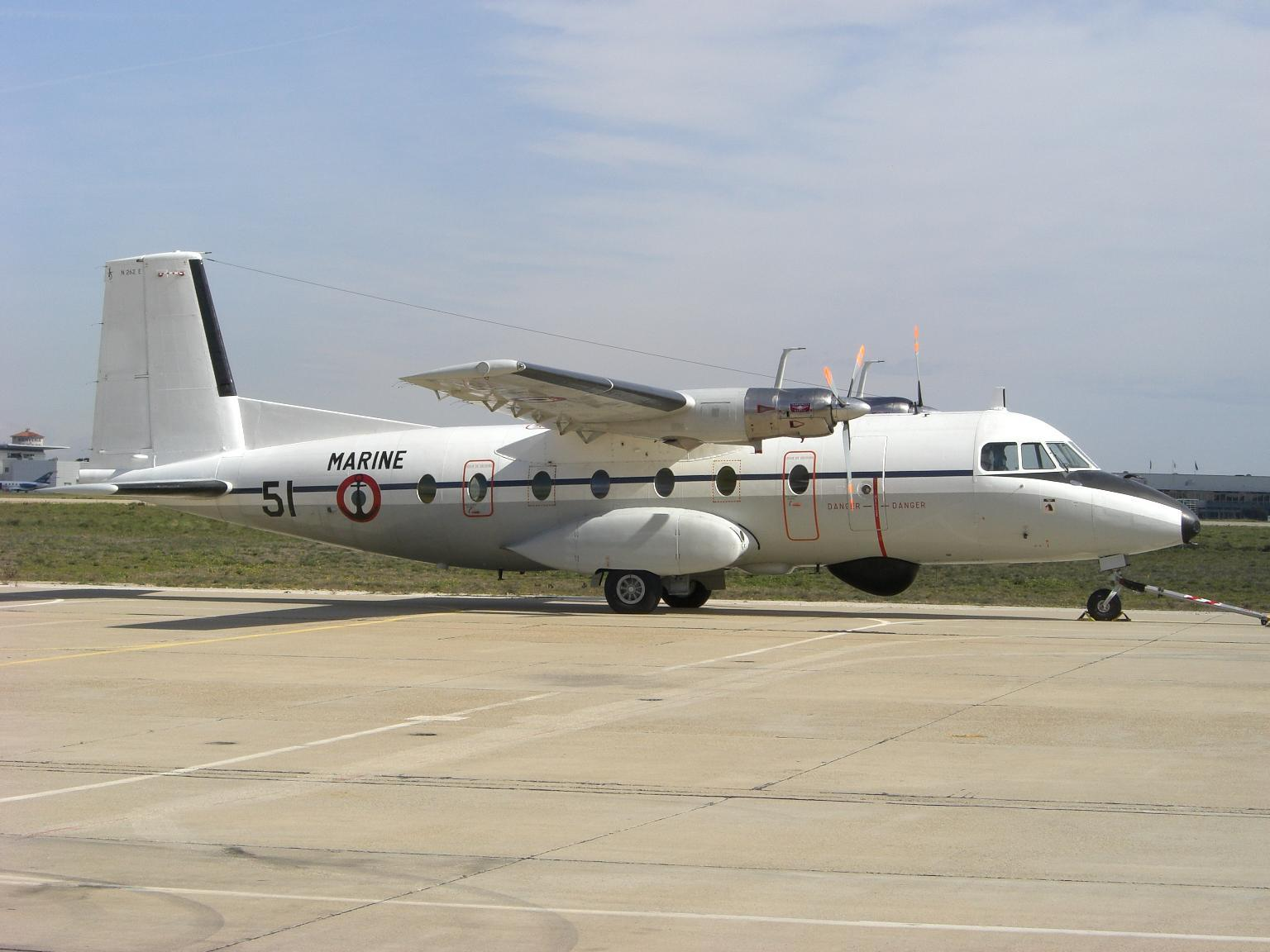
フランス海軍のノール262E

  - 旧日東航空が仮契約し1965年に3機を導入し、主に東京から新潟や三沢などローカル路線で1968年まで運用された。導入されたリース機F-BLHQと1966年リースバック後の自社購入3号機JA8663におおとり、自社購入1・2号機のJA8646・8652にそれぞれはやぶさ・白鳥、と愛称が付けられた。
- ヴィデロー航空
- フランス空軍
- フランス海軍

## 機体性能
- 運航乗員： 2
- 乗客： 29名
- 全長：19.30m
- 全幅：21.90m
- 全高：6.21m
- 翼面積：54.50m2
- 空虚重量：　6,530kg
- 全備重量： 10,300kg
- エンジン： 2 × チュルボカネ・バスタン6B2
- 出力： 2 × 1065 shp
- 巡航速度： 382km/h
- 航続距離： 1,250km
- 最高到達高度： 8,690m